# Böser Blick

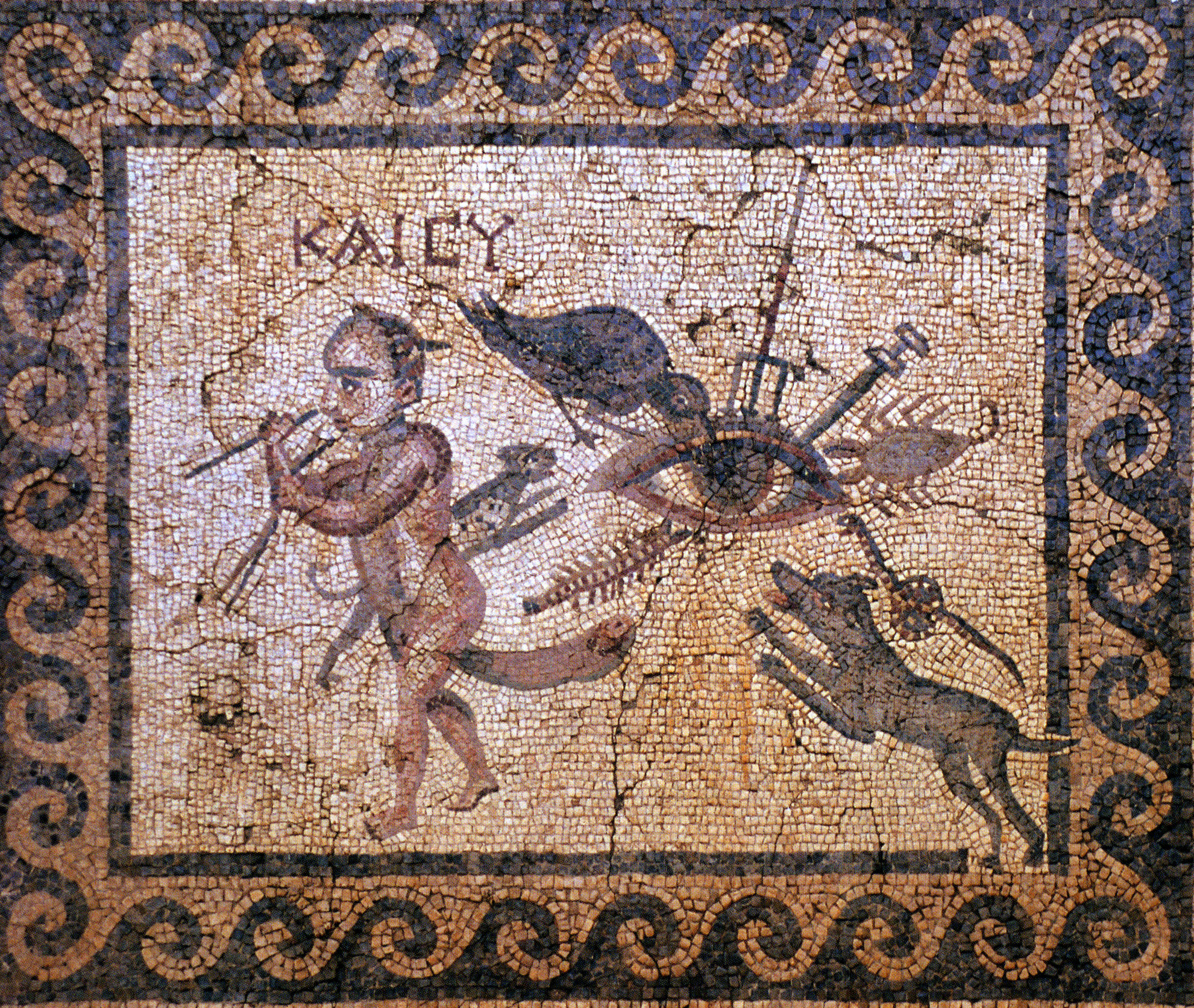
Angriff auf den bösen Blick: Das Auge wird von Schwert und Dreizack durchbohrt, Rabe, Hund, Katze, Schlange, Skorpion und Tausendfüßer greifen es an. Ein Zwerg mit groteskem Penis kreuzt zwei Stöckchen. Römisches Mosaik aus dem Haus des bösen Blicks in Antiochia (Archäologisches Museum Antakya)

Böser Blick ist eine Bezeichnung für die Vorstellung, dass durch den Blick eines Menschen, der magische Kräfte besitzt, ein anderer Mensch Unheil erleiden, zu Tode kommen oder dessen Besitz geschädigt werden kann. Dieser Volksglaube an eine Form des Schadenzaubers war in Mesopotamien und im Alten Ägypten bekannt, er ist im Orient, in westlichen Ländern, von Afrika über Indien bis China und bei den nordamerikanischen Indianern sowie in Südamerika verbreitet.

## Kulturphänomen
Eine Furcht vor dem bösen Blick ist weltweit verbreitet und in vielen Kulturen vorzufinden. Dieses Phänomen hat sich in Kulturkreisen oft ähnlich entwickelt, die räumlich weit auseinander liegen. In Europa wurde der böse Blick meist Frauen zugeschrieben, die dadurch Verfolgung und Ausgrenzung ausgesetzt waren. In vielen Ländern werden seltene Augenfarben mit dem bösen Blick assoziiert.
Das „böse Auge“ spielte auch in anderen Bereichen des Volksglaubens eine Rolle. So fürchteten die Menschen schon seit dem Altertum und bis ins frühe 20. Jahrhundert hinein die Augen des frisch Verstorbenen. Diese mussten unter allen Umständen sofort geschlossen werden, weil man der Überzeugung war, dass in der Leiche noch undefinierbare, aber gefährliche Lebenskräfte am Werk seien.
Diese Vorstellungen gehörten in den Umkreis des Volksglaubens an „lebende Leichen“ und sind daher auch recht nah mit dem Vampirglauben verwandt. Es wurde allgemein befürchtet, dass der Tote sich durch das offene Auge nach einem Opfer umschauen könne, das er dann nach sich ins Grab „ziehen“ würde. Daher wird diese Art von schädigendem Untoten im Volksmund auch als Nachzehrer bezeichnet. Um sich vor dem Schadenzauber des Toten bzw. Untoten zu schützen, musste derjenige, der der Leiche die Augen schloss, nach Möglichkeit vermeiden, ihr ins Gesicht zu schauen. Oft wurden die Augen mit Münzen oder Tonscherben, in die man ein Kruzifix geritzt hatte, verschlossen.

### Ursprung
Von allen Formen des Volksglaubens ist wohl diejenige des bösen Blicks die verbreitetste und älteste. Der Glaube an die unheilvolle Kraft des bösen Blicks kommt in vielen Kulturen vor und stammt wahrscheinlich aus prähistorischer Zeit. Vermutlich entstand der Glaube daran im Orient und hat sich von dort aus verbreitet, denn die meisten schriftlichen Überlieferungen stammen von den Sumerern und Babyloniern. Es wurden Keilschrifttafeln gefunden, die auf das Jahr 3000 v. Chr. zurückgehen, auf denen das Wort „IG-HUL“' zu lesen steht. Buchstäblich bedeutet das sumerische Wort IG-HUL: „Auge böse“.
Viele magische Werke, die aus früheren Zeiten unserer Geschichte stammen, sprechen von einem „kleinen Mann“ in den Augen (eigentlich eine Reflexion), wenn man in die Augen eines anderen blicke. Dieser „kleine Mann“ wurde als machtvoll und in vielen Fällen als die Macht, die hinter dem bösen Blick steckt, betrachtet. Für die Gelehrten vergangener Zeiten war das Auge und seine Tätigkeit, das Sehen, der Blick, ein unlösbares Rätsel.
Üblicherweise solle die Ausübung des bösen Blicks mit der Fähigkeit des Sehens eng zusammenhängen. Doch es gibt auch Ausnahmen. So könnten die geschlossenen Augen eines Schlafenden, ein Einäugiger, Blinde und sogar Tote noch den bösen Blick aussenden. Auch waren die Blicke jener gefürchtet, die zu ihrer Hinrichtung geführt wurden. Daher verband man deren Augen, damit sie keinen bösen Blick auf die Zuschauer werfen konnten.

### Kennzeichen des bösen Blicks
Plutarch entwickelte eine Theorie des bösen Blicks, die besagt, dass Gefühle wie Neid die Konstitution des Körpers reizen, welcher dann schädliche Ausdünstungen entwickelt. Diese Ausdünstungen sollen vor allem durch die Augen austreten. Seiner Meinung nach empfinden manche Menschen so häufig Neid, dass sie den bösen Blick schon gewissermaßen eingeübt haben. Nach dem Hamburger Augenarzt Siegfried Seligmann (1870–1926), auf den das Phänomen des bösen Blicks als Konzept in der Kulturwissenschaft maßgeblich zurückgeht, hielt sich diese Theorie bis ins 16. und 17. Jahrhundert hinein und wurde von späteren Gelehrten mit mancherlei Zusätzen versehen.
Nach der Vorstellung des Galenos erzeugt ein aus den Augen austretendes „Seh-Pneuma“ den Sehvorgang. Wie Plutarchs Theorie lässt sich gemäß Haage eine solche Aussendung von Pneuma auf humoralpathologische Ansichten der Antike und des Mittelalters, welche ihre Ursprünge auch in der Emanationstheorie Platons haben, mit dem Konzept des „bösen Blicks“ in Einklang bringen, dessen Gegensatz der ebenfalls vom Gehirn ausgehend gedachte „liebende Blick“ als Ursache (fascinatio) der Liebe zwischen Mann und Frau darstellt.
In der Literatur werden verschiedene Eigenschaften erwähnt, die den bösen Blick ausmachten. So spricht Sanfo davon, dass jedes Mal, wenn jemand schlecht über einen anderen denke, der böse Blick ausgeübt werde. Der Blick, dem diese Kraft zugeschrieben wird, habe oft ganz charakteristische Eigenschaften: Er sei ablehnend, hasserfüllt, wutentbrannt, stechend, durchdringend, durchbohrend, auch neidisch. Die Wirkung dieses Blickes sei also häufig von dem Willen desjenigen abhängig, der ihn aussendet.
Seligmann unterscheidet wie Bächtold-Stäubli zwei Gruppen von Menschen, die die Macht hätten, durch den Blick zu schaden: diejenigen, die das bewusst machten, und diejenigen, deren Blick ohne ihr Wissen verderblich wirke. So sprechen beide davon, dass diejenigen, die durch ihren Blick schaden, irgendwelche Kennzeichen, einen körperlichen Fehler oder irgendetwas Seltsames an sich hätten, woran man sie erkennen könne. Seligmann nennt das „gekennzeichnet“.

„Diese Kennzeichen seien: rollendes, unruhiges, schnelles oder stetiges Zittern der Augen; schielen; auffallende Augenfarbe; deformierte Pupillen; alle Formen von Augenkrankheiten, große hervorstehende Augen; kleine tiefliegende Augen; Augen verschiedener Farbe, Form und Größe; Einäugigkeit (laut Seligmann sagten die Einwohner von Kairo: „Wenn du einen Einäugigen bei dir vorbeigehen siehst, so wende einen Stein um“); zusammengewachsenen Augenbrauen; auffällige blaue Ader zwischen den Augenbrauen. Körperliche Fehler wie Missbildungen und Gebrechen; voll behaart; magerer Körper; schlaffe welke Haut; zittern; beim Gehen mit dem Kopf wackeln; struppige ungekämmte Haare (besonders wenn sie rot sind), bärtige Frauen usw.“

Doch soll es auch ganze Völker und Berufsklassen (Geistliche, Gelehrte, Hebammen, Prostituierte, Ärzte) geben, denen der böse Blick anhafte.
Auch eine Anzahl berühmter Persönlichkeiten wurden bezichtigt, den bösen Blick zu haben: der englische Dichter Lord Byron, der spanische König Alfons XIII., der französische Kaiser Napoleon III., Papst Pius IX. und sein Nachfolger Papst Leo XIII. Letzterer wurde bezichtigt, den bösen Blick zu haben, weil während seiner Amtszeit viele Kardinäle starben.
Auf die Frage, wie der böse Blick erworben werde, gibt es in der Literatur verschiedene Antworten. So könne man schon damit geboren werden, wenn das Kind nach der Entwöhnung wieder an die Brust gelegt werde, durch Neid, durch den Anblick von Geistern, wenn man Schmutz isst, wenn man sich die Füße nicht gewaschen habe oder wenn man augenkrank werde.

### Angebliche Opfer des bösen Blicks
Als besonders gefährdet galten im Volksglauben Kinder, vor allem Neugeborene. Auch Mädchen in der Brautzeit seien davon betroffen und Frauen während der Schwangerschaft und Entbindung. Abgesehen davon sei aber auch das Vieh (vor allem Milchvieh und Pferde), Getreide, die Milch, aber auch Tätigkeiten wie Kochen, Backen, Brauen, Buttern und Töpfern betroffen.
Träfen nun die vorgestellten „bösen Strahlen“, die durch Neid hervorgerufen würden, auf Wesen oder Dinge, so drängen sie nach Volksglauben darin ein und verursachen Schaden bzw. Krankheit. Spräche man zur gleichen Zeit auch noch ein Lob aus, so bestimme man gleichzeitig die betroffene Person oder Sache, wenn nicht dabei drei Mal unter den Tisch geklopft würde. Die Sitte, dreimal auf Holz zu klopfen und dabei Toi Toi Toi zu sagen, rührt möglicherweise daher. Der Ausspruch „toi, toi, toi“ entstand als lautmalerischer Ersatz für das dreimalige Ausspucken, welches Unheil abwenden solle. Toi könnte anderer Meinungen zufolge auch eine Kurzform für „Teufel“ bedeuten.

### Auswirkungen
Es herrscht auch heute noch vielerorts die Auffassung, dass vom Auge ein Zauber ausgehe, der auf ein anderes Auge wirke und eine solche Macht habe, dass der, der ihn empfinde, sich ihm nicht entziehen könne. Hauptsächlich wird er für das Auftreten von Krankheitssymptomen verantwortlich gemacht.
Die Anschauung, dass Krankheit und Tod etwas höchst Unnatürliches seien und nur durch Einwirken feindlicher Mächte zustande kämen, war bei allen Völkern gleichermaßen verbreitet. Der einfache Mensch, der nie eine Schule besuchte und nichts von Krankheitsverursachern wie Viren, Bakterien oder Amöben wusste, war geneigt, alles Unheil einer übernatürlichen Macht zuzuschreiben. Selbst wenn er heute darum weiß, so sitzt der Glaube an den bösen Blick immer noch tief. So werden zuweilen auch heute noch Kopfweh, Ohnmacht, Fieber, Schlaflosigkeit, Übelkeit, Impotenz, Unfruchtbarkeit, Gewichtsverlust, Anämie, Lähmung, geistige Umnachtung, Nervosität, Pechsträhnen und sogar der Tod dem bösen Blick zugeschrieben. Laut Chevallier herrscht unter Muslimen der Glaube vor: « Le mauvais œil est cause, dit-on, de la mort d’une moitié de l’humanité. Le mauvais œil vide les maisons et remplit les tombes » (deutsch: „Der böse Blick, so sagt man, ist der Grund für den Tod der halben Menschheit. Er leert die Häuser und füllt die Gräber“). In Lateinamerika werden psychosomatische Krankheiten zuweilen dem bösen Blick zugeschrieben und entsprechend behandelt.

## Schutz- und Abwehrzauber

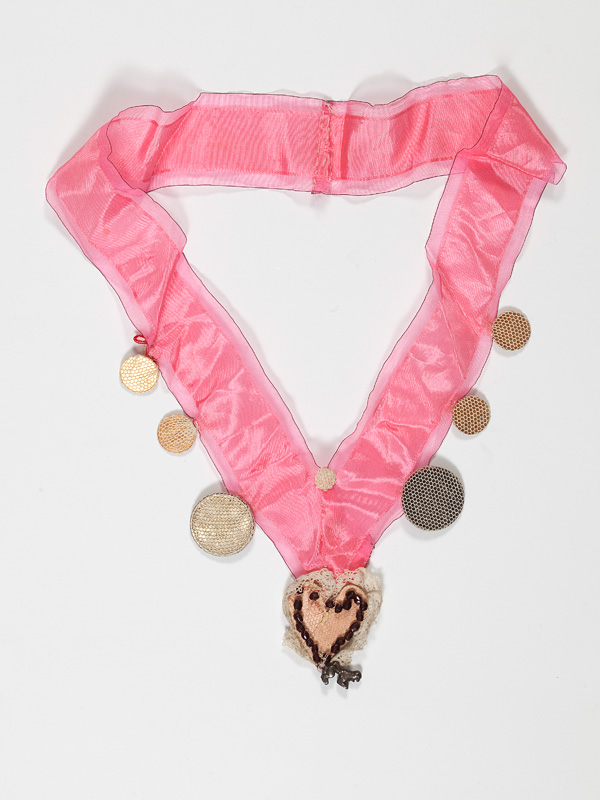
Männlichen jüdischen Säuglingen um den Hals gehängtes rosafarbenes Band („Halsgezeig“) mit einem herzförmigen Anhänger aus Stoff, dem eigentlichen Amulett, und mit aufgenähten Schweizer Münzen. Basel, 1944. In der Sammlung des Jüdischen Museums der Schweiz.

Durch die weite Verbreitung dieses Volksglaubens ist die Methodik zur Abwehr des bösen Blickes vielfältig. Dem Volksglauben zufolge kann die Abwehr durch apotropäische Handlungen erfolgen:
In Europa:
- am effektivsten durch Vermeidung des Kontaktes mit Personen mit dem bösen Blick
- durch Abwehrgesten:
  - Feigenhand
  - Mano cornuta
- Hufeisen an den Eingangstüren, hauptsächlich Stalltüren
- Kleidungsstücke (Unterhemd) linksherum anziehen
- eine Nadel in der Kleidung tragen (zum Beispiel in das Revers gesteckt)
- den Huf eines Elchs tragen[2]
- Jüdisches Bandamulett „Halsgezeig“ (Halszeug), ein Seidenhalsband, das männlichen jüdischen Säuglingen vor ihrer Brit Mila (Beschneidung) umgehängt wurde, um sie vor dem bösen Blick zu schützen. (Regionen Elsass, Südwestdeutschland und Schweiz.)[3]

In Vorderasien und Nordafrika:

Hand der Fatima

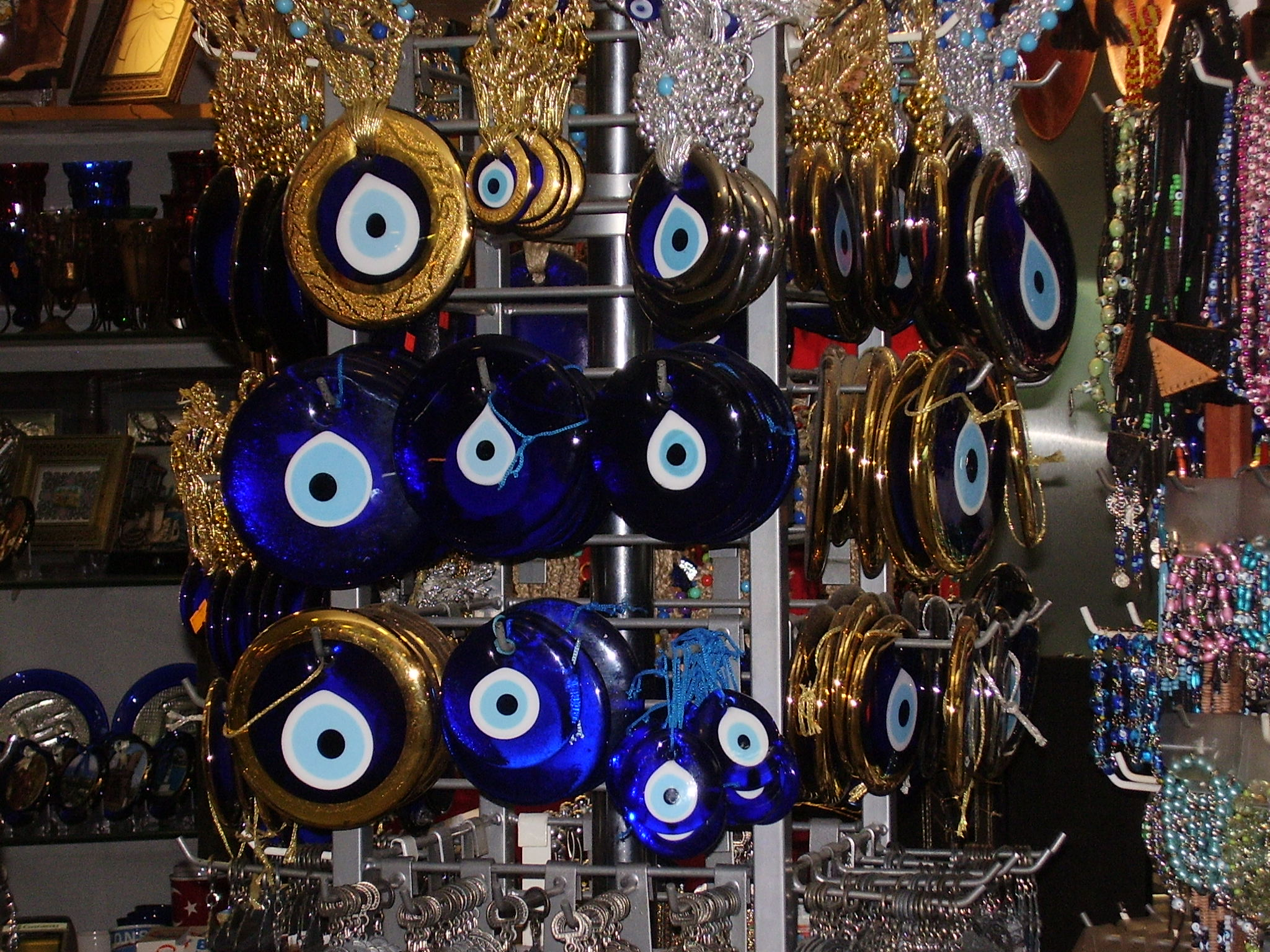
Verschiedene Anhänger mit dem Nazar-Amulett

- Die Bewohner Vorderasiens und Nordafrikas sagen nach dem Loben oder Bewundern einer Person oder eines Gegenstandes die arabische Phrase Maschallah, die so viel wie „Gott schütze Dich“ bedeuten kann.
- „Schutzsuren“ oder „Schutzverse“: Im Koran gibt es zwei sogenannte „Schutzsuren“, die zum Eigenschutz aufgesagt werden, nachdem man gelobt oder bewundert wird oder das Gefühl hat, vom Bösen Blick getroffen worden zu sein. Diese sind al-Falaq sowie al-Nas.  Die „Vier Versprechen“ und eine andere Stellen des Korans besitzen beschützende Kräfte gegen den bösen Blick.
- Ebenso gibt es magische Zeichen. Arabische Sprüche oder die Zeichen können auf eine Tafel aufgeschrieben und zeremoniell unsichtbar gemacht (weggewischt) werden, an der Kleidung befestigt oder als Amulett in ein Stück Leder eingenäht sein. Sie können auch in einer kleinen Box aus Gold oder Silber stecken und als Anhänger an einer Halskette getragen werden.
- Im Nahen Osten, Kaukasus und teilweise auf dem Balkan durch das Mitführen des sogenannten „Blauen Auges“ bzw. Nazar-Amuletts, um „böse Blicke“ abzuwenden. Der Ursprung des „blauen Auges“ liegt bei den Turkvölkern und wurde durch die Seldschuken und Osmanen im gesamten Einflussgebiet verbreitet. Solche speziellen Amulette haben die Form eines Auges, oft aus Türkis oder blauem Glas. Das Auge wird in den unterschiedlichsten Ausführungen und Formen (als Anhänger, Schlüsselanhänger, Armband, Ring) jährlich millionenfach auf den Märkten des Orients verkauft. Es heißt Auge der Fatima, türkisch nazar boncuğu (wörtlich „Blick-Perle“), armenisch achki hulung (achki ulunk) und griechisch mati („Auge“). Dieses blaue Auge kommt auch als zusammengesetztes Zeichen in der Hand der Fatima zur Anwendung. Die Wirksamkeit soll auch vom verwendeten Material abhängig sein. Für Amulette gibt es besonders geeignete Lederarten, die Hand der Fatima sollte am besten aus Silber sein, das Auge stets blau. Auch silberne Fingerringe besitzen oft eine Gravur gegen den Bösen Blick.
- durch das Aussprechen von Vermeidungssprüchen zur richtigen Zeit.

In Südamerika:
- Rote Bänder werden sofort nach der Geburt den Neugeborenen um das Handgelenk gebunden.
- Neugeborene werden erst ab einem bestimmten Alter gezeigt. Bis dahin werden sie verhüllt.
- Kleidungsstücke werden verkehrt herum angezogen.

Indien:
- Der böse Blick heißt in Indien Dishti oder Najar. Die Swastika ist ein weitverbreitetes Symbol als Abwehrzauber.
- Schalen der Kaurischnecken werden als Amulett sehr geschätzt.
- Nordindische Bauern schützen ihr Getreide, indem sie einen schwarzen Tontopf (ein Symbol Kalis) in ihre Felder hängen.
- Das Anbringen von Spiegeln an den Kleidungsstücken, weil diese den Blick zurückwerfen.
- Im Lehrbuch über okkulte Kräfte Prashnamarggam in Kerala gehört der Böse Blick (Dishti) in eine Reihe mit unheilvollen Geistwesen wie Bhutas, Rakshasas, Gandharvas und Yakshas. Bewundert eine Person zu stark eine bestimmte Sache, so kann sie unbewusst den bösen Blick freisetzen. Gegenmittel ist in allen Fällen ein Ritual, das eine noch stärkere jenseitige Macht hervorruft, oder das rituelle Festsetzen der bösen Kräfte (an einem Baum nageln).[4]

## Natürliche Grundlagen des Böser-Blick-Phänomens
Bei der Suche nach den scheinbar geheimnisvollen Ursachen für Entstehung, Bedeutung und kulturübergreifendes Allzeit-Auftreten des Böse-Blick-Phänomens und seiner individuellen und kollektiven Wirkkraft vermag die Hirnforschung der letzten Jahre zum Verständnis beizutragen. Die sozialpsychologische Analyse allein und die endlosen Beispielsammlungen haben die Bedingungen des Glaubens an den bösen Blick nicht restlos geklärt.
Testuntersuchungen an Menschen mit Borderline-Syndrom haben eine erhöhte Empfindsamkeit und einen schärferen Weitblick für Gefühle anderer Menschen aus deren Gesichtsausdruck gefunden. Auch hintergründige Signale führten zu stärkeren neuronalen Potentialen. Besonders bei einem Test, der allein die Augengegend eines anderen als Foto darbietet (‚Reading the mind in the eyes‘-Test, RMET), stellte sich heraus, welch hohe Bedeutung allein Augenausdrücke für soziale und emotionale Verarbeitung eines Gegenübers, dessen Motive, Gesinnung und Interessen haben. Aufbauend auf diesen Ergebnissen haben fMRI-Untersuchungen bei Borderline-Patienten gegenüber Gesunden eine stärkere Aktivierung des Temporalpols rechts, also eines visuellen Gebietes höherer Ordnung, und seiner Verbindungen nachgewiesen. Damit zeigten sich ausgedehntere innere Verarbeitungsweisen der unterschiedlichen Signale fremder Augen.
Mit einer solchen körperlich nachweisbaren Resonanz auf augenbetonte Stimuli bei manchen Menschen ergibt sich eine Grundlage für das Böse-Augen-Phänomen und dessen weltweite Verbreitung. Sie bedingt Angst- und Wahnerscheinungen mit all den vielseitigen kulturellen Formen des Brauchtums, der sogenannten Magie und des Schadenzaubers. Er kann auch bei wenigen begabten Gesunden eine Tätigkeit als Polizeifahnder oder als Zauberkünstler für ‚Gedankenlesen‘ zur Folge haben.